# Gran Premio di San Marino 1992
Il Gran Premio di San Marino 1992 si è svolto domenica 17 maggio 1992 sull'Autodromo Enzo e Dino Ferrari a Imola. La gara è stata vinta da Nigel Mansell su Williams seguito dal compagno di squadra Riccardo Patrese e da Ayrton Senna su McLaren. Per l'inglese si tratta del 26° successo in Formula 1 mentre per l'italiano questa gara vale il 30° podio in carriera.

## Prima della gara
- La Lotus porta in gara la nuova 107, che però è disponibile solo per Herbert.

## Qualifiche

### Pre-qualifiche
| Pos                         | No | Pilota           | Costruttore          | Tempo    | Distacco |
| --------------------------- | -- | ---------------- | -------------------- | -------- | -------- |
| 1                           | 9  | Michele Alboreto | Footwork-Mugen-Honda | 1:26.865 |          |
| 2                           | 29 | Bertrand Gachot  | Venturi-Lamborghini  | 1:27.407 | +0.542   |
| 3                           | 30 | Ukyo Katayama    | Venturi-Lamborghini  | 1:27.601 | +0.736   |
| 4                           | 14 | Andrea Chiesa    | Fondmetal-Ford       | 1:28.480 | +1.615   |
| Vetture non pre-qualificate |    |                  |                      |          |          |
| 5                           | 34 | Roberto Moreno   | Andrea Moda-Judd     | 1:28.943 | +2.078   |
| 6                           | 35 | Perry McCarthy   | Andrea Moda-udd      | 1:37.537 | +10.672  |

Mansell conquista la quinta pole position stagionale in cinque gare (interrompendo anche l'incredibile striscia di sette pole consecutive in sette anni fatte da Senna sul circuito Imolese), precedendo di un secondo il compagno di squadra Patrese; seguono le due McLaren di Senna e Berger, le due Benetton di Schumacher e Brundle e le due Ferrari di Alesi e Capelli. Chiudono la top ten Alboreto e Boutsen.

### Classifica
| Pos                     | No | Pilota               | Costruttore                     | Tempo    | Distacco |
| ----------------------- | -- | -------------------- | ------------------------------- | -------- | -------- |
| 1                       | 5  | Nigel Mansell        | Williams - Renault              | 1:21.842 |          |
| 2                       | 6  | Riccardo Patrese     | Williams - Renault              | 1:22.895 | +1.057   |
| 3                       | 1  | Ayrton Senna         | McLaren - Honda                 | 1:23.086 | +1.244   |
| 4                       | 2  | Gerhard Berger       | McLaren - Honda                 | 1:23.418 | +1.576   |
| 5                       | 19 | Michael Schumacher   | Benetton - Ford                 | 1:23.701 | +1.859   |
| 6                       | 20 | Martin Brundle       | Benetton - Ford                 | 1:23.904 | +2.062   |
| 7                       | 27 | Jean Alesi           | Ferrari                         | 1:23.970 | +2.128   |
| 8                       | 28 | Ivan Capelli         | Ferrari                         | 1:24.192 | +2.350   |
| 9                       | 9  | Michele Alboreto     | Footwork - Mugen-Honda          | 1:24.706 | +2.864   |
| 10                      | 25 | Thierry Boutsen      | Ligier - Renault                | 1:25.043 | +3.201   |
| 11                      | 10 | Aguri Suzuki         | Footwork - Mugen-Honda          | 1:25.134 | +3.292   |
| 12                      | 16 | Karl Wendlinger      | March - Ilmor                   | 1:25.483 | +3.641   |
| 13                      | 26 | Érik Comas           | Ligier - Renault                | 1:25.543 | +3.701   |
| 14                      | 4  | Andrea De Cesaris    | Tyrrell - Ilmor                 | 1:25.637 | +3.795   |
| 15                      | 22 | Pierluigi Martini    | Scuderia Italia - Ferrari       | 1:25.838 | +3.996   |
| 16                      | 21 | Jyrki Järvilehto     | Scuderia Italia - Ferrari       | 1:25.865 | +4.023   |
| 17                      | 30 | Ukyo Katayama        | Venturi Larrousse - Lamborghini | 1:25.982 | +4.140   |
| 18                      | 33 | Maurício Gugelmin    | Jordan - Yamaha                 | 1:26.056 | +4.214   |
| 19                      | 29 | Bertrand Gachot      | Venturi Larrousse - Lamborghini | 1:26.182 | +4.340   |
| 20                      | 3  | Olivier Grouillard   | Tyrrell - Ilmor                 | 1:26.404 | +4.562   |
| 21                      | 24 | Gianni Morbidelli    | Minardi - Lamborghini           | 1:26.681 | +4.839   |
| 22                      | 15 | Gabriele Tarquini    | Fondmetal - Ford                | 1:26.765 | +4.923   |
| 23                      | 32 | Stefano Modena       | Jordan - Yamaha                 | 1:26.774 | +4.932   |
| 24                      | 17 | Paul Belmondo        | March - Ilmor                   | 1:27.194 | +5.352   |
| 25                      | 23 | Christian Fittipaldi | Minardi - Lamborghini           | 1:27.229 | +5.387   |
| 26                      | 12 | Johnny Herbert       | Lotus - Ford                    | 1:27.270 | +5.428   |
| Vetture non qualificate |    |                      |                                 |          |          |
| NQ                      | 11 | Mika Häkkinen        | Lotus - Ford                    | 1:27.437 | +5.595   |
| NQ                      | 14 | Andrea Chiesa        | Fondmetal - Ford                | 1:27.756 | +5.914   |
| NQ                      | 8  | Damon Hill           | Brabham - Judd                  | 1:28.423 | +6.581   |
| NQ                      | 7  | Eric van de Poele    | Brabham - Judd                  | 1:28.832 | +6.990   |

## Gara
Al via Mansell mantiene il comando della corsa davanti al compagno di squadra Patrese; le posizioni rimangono pressoché invariate fino ai pit stop, quando Alesi risale in terza posizione, avendo deciso di non fermarsi a cambiare le gomme. Il francese viene però eliminato in un contatto con Berger; ritiratisi anche Schumacher e Capelli per testacoda, Senna e Brundle conquistano il terzo ed il quarto posto. Mansell non cede la testa della corsa neanche per una tornata, vincendo la quinta gara consecutiva davanti a Patrese, Senna, Brundle, Alboreto e Martini. Per la Scuderia Italia si tratta dell'ultimo arrivo a punti in Formula 1.

### Classifica
| Pos      | N. | Pilota               | Costruttore/Motore              | Giri | Tempo/Ritiro            | Griglia | Punti |
| -------- | -- | -------------------- | ------------------------------- | ---- | ----------------------- | ------- | ----- |
| 1        | 5  | Nigel Mansell        | Williams - Renault              | 60   | 1:28'40.927             | 1       | 10    |
| 2        | 6  | Riccardo Patrese     | Williams - Renault              | 60   | +9.451                  | 2       | 6     |
| 3        | 1  | Ayrton Senna         | McLaren - Honda                 | 60   | +48.984                 | 3       | 4     |
| 4        | 20 | Martin Brundle       | Benetton - Ford                 | 60   | +53.007                 | 6       | 3     |
| 5        | 9  | Michele Alboreto     | Footwork - Mugen-Honda          | 59   | +1 giro                 | 9       | 2     |
| 6        | 22 | Pierluigi Martini    | Scuderia Italia - Ferrari       | 59   | +1 giro                 | 15      | 1     |
| 7        | 33 | Maurício Gugelmin    | Jordan - Yamaha                 | 58   | +2 giri                 | 16      |       |
| 8        | 3  | Olivier Grouillard   | Tyrrell - Ilmor                 | 58   | +2 giri                 | 20      |       |
| 9        | 26 | Érik Comas           | Ligier - Renault                | 58   | +2 giri                 | 13      |       |
| 10       | 10 | Aguri Suzuki         | Footwork - Mugen-Honda          | 58   | +2 giri                 | 11      |       |
| 11       | 21 | Jyrki Järvilehto     | Scuderia Italia - Ferrari       | 57   | Motore                  | 16      |       |
| 12       | 16 | Karl Wendlinger      | March - Ilmor                   | 57   | +3 giri                 | 12      |       |
| 13       | 17 | Paul Belmondo        | March - Ilmor                   | 57   | +3 giri                 | 24      |       |
| 14       | 4  | Andrea De Cesaris    | Tyrrell - Ilmor                 | 55   | Alimentazione           | 14      |       |
| Ritirato | 30 | Ukyo Katayama        | Venturi Larrousse - Lamborghini | 40   | Testacoda               | 17      |       |
| Ritirato | 27 | Jean Alesi           | Ferrari                         | 39   | Collisione con G.Berger | 7       |       |
| Ritirato | 2  | Gerhard Berger       | McLaren - Honda                 | 39   | Collisione con J.Alesi  | 4       |       |
| Ritirato | 29 | Bertrand Gachot      | Venturi Larrousse - Lamborghini | 32   | Testacoda               | 19      |       |
| Ritirato | 25 | Thierry Boutsen      | Ligier - Renault                | 29   | Motore                  | 10      |       |
| Ritirato | 32 | Stefano Modena       | Jordan - Yamaha                 | 25   | Cambio                  | 23      |       |
| Ritirato | 24 | Gianni Morbidelli    | Minardi - Lamborghini           | 24   | Motore                  | 21      |       |
| Ritirato | 15 | Gabriele Tarquini    | Fondmetal - Ford                | 24   | Motore                  | 22      |       |
| Ritirato | 19 | Michael Schumacher   | Benetton - Ford                 | 20   | Testacoda               | 5       |       |
| Ritirato | 28 | Ivan Capelli         | Ferrari                         | 11   | Testacoda               | 8       |       |
| Ritirato | 23 | Christian Fittipaldi | Minardi - Lamborghini           | 8    | Cambio                  | 25      |       |
| Ritirato | 12 | Johnny Herbert       | Lotus - Ford                    | 8    | Cambio                  | 26      |       |
| NQ       | 11 | Mika Häkkinen        | Lotus - Ford                    |      |                         |         |       |
| NQ       | 14 | Andrea Chiesa        | Fondmetal - Ford                |      |                         |         |       |
| NQ       | 8  | Damon Hill           | Brabham - Judd                  |      |                         |         |       |
| NQ       | 7  | Eric van de Poele    | Brabham - Judd                  |      |                         |         |       |
| NPQ      | 34 | Roberto Moreno       | Moda - Judd                     |      |                         |         |       |
| NPQ      | 35 | Perry McCarthy       | Moda - Judd                     |      |                         |         |       |

## Classifiche Mondiali

### Piloti
| Pos. | Pilota             | Punti |
| ---- | ------------------ | ----- |
| 1    | Nigel Mansell      | 50    |
| 2    | Riccardo Patrese   | 24    |
| 3    | Michael Schumacher | 17    |
| 4    | Ayrton Senna       | 8     |
| 4    | Gerhard Berger     | 8     |
| 6    | Jean Alesi         | 7     |
| 7    | Michele Alboreto   | 5     |
| 8    | Martin Brundle     | 3     |
| 9    | Ivan Capelli       | 2     |
| 9    | Andrea De Cesaris  | 2     |
| 9    | Pierluigi Martini  | 2     |
| 12   | Johnny Herbert     | 1     |
| 12   | Mika Häkkinen      | 1     |

### Costruttori
| Pos. | Team                      | Punti |
| ---- | ------------------------- | ----- |
| 1    | Williams - Renault        | 74    |
| 2    | Benetton - Ford           | 20    |
| 3    | McLaren - Honda           | 16    |
| 4    | Ferrari                   | 9     |
| 5    | Footwork - Mugen-Honda    | 5     |
| 6    | Lotus - Ford              | 2     |
| 6    | Tyrrell - Ilmor           | 2     |
| 6    | Scuderia Italia - Ferrari | 2     |

## Fonti
- The Official Formula 1 Website, su formula1.com. URL consultato il 18 giugno 2009.
- Grandprix.com. URL consultato il 18 giugno 2009.
- GpUpdate.com [collegamento interrotto], su f1.gpupdate.net. URL consultato il 18 giugno 2009.
- Teamdan.org, su silhouet.com. URL consultato il 18 giugno 2009.